# Charles John de Lacy
Charles John de Lacy (* 1856 in Sunderland, County Durham, England, Vereinigtes Königreich; † 13. Dezember 1929 in Epsom, Surrey, England, Vereinigtes Königreich) war ein britischer Maler, Grafiker und Illustrator, dessen Schwerpunkt Bilder mit maritimen Motiven waren. Er war besonders bekannt für seine Bilder der Marine und von Kriegsschiffen. Sein wohl wichtigster Auftraggeber war das Schiffbauunternehmen Sir W.G. Armstrong-Whitworth & Co., Ltd. in Elswick, Tyne and Wear.

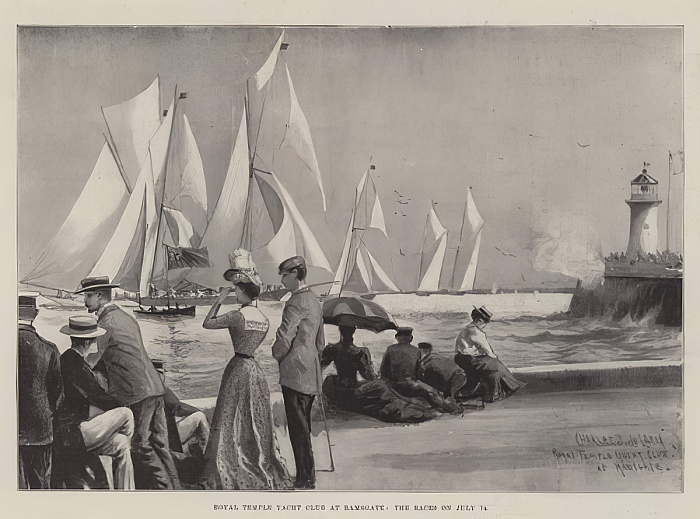
Royal Temple Yacht Club at Ramsgate the Races on 14 July

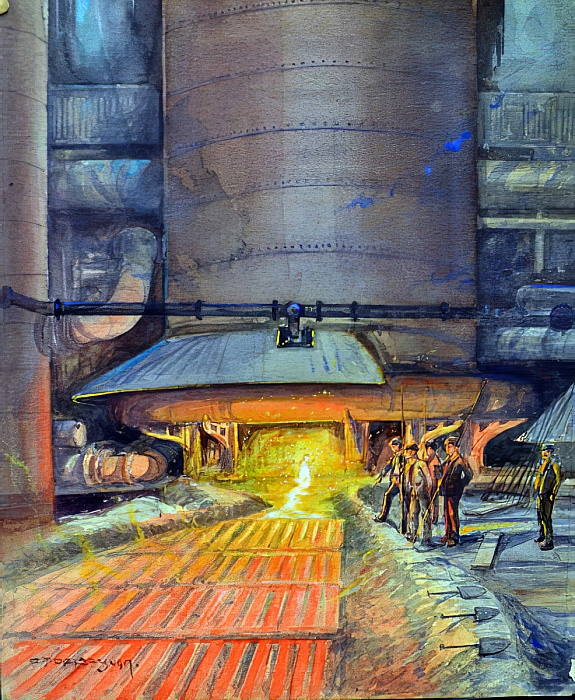
Steel workers casting girders 1917

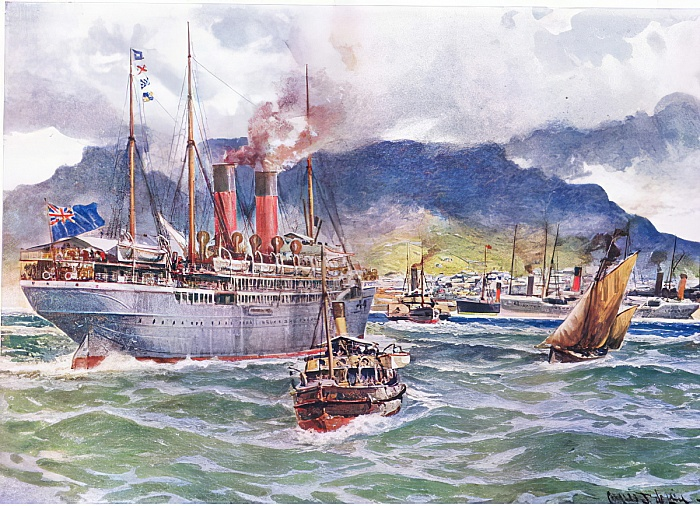
Transports in Table Bay during the South African War

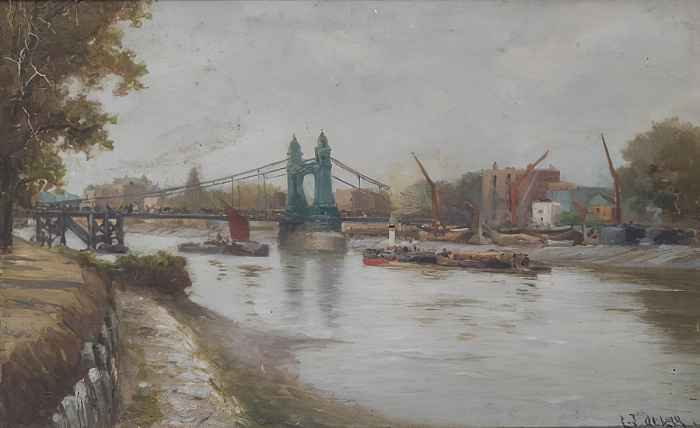
Hammersmith Bridge

## Herkunft und Familie
Charles John de Lacys Eltern waren der Musikprofessor Robert de Lacy und dessen Frau Eliza de Lacy. Er hatte eine jüngere Schwester, Rosamond.
1880 heiratete de Lacy Alice Harriet Hill in Lambeth. Das Ehepaar hatte zwei Töchter: Constance Rosamond De Lacy (* 1881) und Irene Valerie Cristoforo De Lacy (* 1901).

## Leben und Wirken
De Lacy wuchs in dem heute zu Sunderland gehörenden Bishopwearmouth auf. In den 1860er Jahren zog die Familie nach Lambeth, heute London Borough of Lambeth. In den 1870ern fand de Lacy Arbeit in seiner Heimat Durham. De Lacy signierte häufig unter Chas. J. de Lacy und machte sich einen Namen als Maler und Illustrator zumeist maritimer Sujets.
Später zog er zurück nach Lambeth und heiratete dort. Das Paar wohnte zunächst in der 68 Flaxman Road in Lambeth, später in der 32 Westwell Road in Streatham.
Seine erste Ausstellung hatte de Lacy erst 1889 an der Royal Academy of Arts, nachdem er sich zu Unterricht an der National Gallery in London verpflichtet hatte. Zeitschriften wie The Illustrated London News gehörten zu de Lacys frühen Förderern.

## Werk
Das umfangreiche Werk Charles John de Lacys setzt sich aus Illustrationen in Form von Gravuren, Schwarz-Weiß-Lithografien und Farblithografien und eigenständigen Drucken und Gemälden mit Öl- oder Aquarellfarben auf Leinwand zusammen.

### Eigenständige Werke
Charles John de Lacys bevorzugte Sujets waren maritime Themen. Die meisten seiner Gemälde und Drucke zeigen deshalb Schiffe auf hoher See wie Der Untergang der Lusitania (The Sinking of the Lusitania), Häfen wie Das Hafenbecken von London bei Sonnenuntergang (The Pool of London at Sundown) und Seeschlachten wie etwa sein Gemälde Die Schlacht gegen die Spanische Armada (The Battle Against the Spanish Armada). Einige Bilder de Lacys zeigen allerdings auch Flüsse und Brücken – etwa Hammersmith Brücke – die gegenwärtige – nach 1887 – Blick von der Küste Surreys (Hammersmith Bridge – the present one – post 1887 – looking from the Surrey shore). Selten widmete sich de Lacy auch Motiven der Industrie wie bei Die Geburt des Riesen der modernen Industrie (The birth of the giant of modern industry).

### Von de Lacy illustrierte Bücher (Auswahl)
- By Sartal Sands; or, The Thutalls of Ballaskyr (zu Deutsch in etwa: Auf gefädelten Sandflächen; oder Die Thutalls von Ballaskyr) von Edward N. Hoare
- Drink (zu Deutsch: Trink) von Émile Zola
- The Three Midshipmen (zu Deutsch: Die drei Midshipmen, wobei Midshipmen Fähnriche zur See der Royal Navy sind) von W. H. G. Kingston
- The Pirate of the Caribbees (Deutsch: Die Piraten der Kalina) von Harry Collingwood
- Billows and Bergs (Deutsch: Wellen und Berge) von W. Charles Metcalfe
- A Book About Ships (Deutsch: Ein Buch über Schiffe) von Arthur O. Cooke
- The Royal Navy: An ABC for Little Britons (Deutsch: Die Königliche Marine: Ein ABC für kleine Briten)
- Our Wonderful Navy (Deutsch: Unsere wunderbare Marine) von John S. Margerison
- Ships That Saved the Empire (Deutsch: Schiffe, die das Empire gerettet haben) von Charles R. Gibson

Im Rahmen von Illustrationen wich de Lacy auch von seinem bevorzugten Thema ab und malte auch historische Sujets, etwa im Falle von Edward V. reitet mit Herzog Richard, 1483 nach London, Illustration von „Hutchinsons Geschichte der britischen Nation“, ca. 1923 (Edward V rides into London with Duke Richard, 1483, illustration from „Hutchinson’s Story of the British Nation“, c.1923).